# Ромаріньйо
Ромаріо Рікардо да Сілва (порт. Romário Ricardo da Silva), більш відомий як Ромаріньйо (порт. Romarinho, нар. 12 грудня 1990, Палестіна) — бразильський футболіст, нападник клубу «Аль-Іттіхад».
Виступав, зокрема, за «Корінтіанс», з яким став володарем Кубка Лібертадорес, а також переможцем клубного чемпіонату світу та Рекопи Південної Америки.

## Ігрова кар'єра
Народився 12 грудня 1990 року в місті Палестіна. Вихованець футбольної школи клубу «Ріо-Бранко». Дорослу футбольну кар'єру розпочав 2010 року в основній команді того ж клубу, після чого грав за «Сан-Бернарду». 
2011 року перейшов у клуб Серії Б «Брагантіно», де став основним форвардом і  nsv самим привернув увагу основних бразильських клубів, влітку 2012 року перейшов у «Корінтіанс». Ромаріньйо свій перший матч у стартовому складі за «Корінтіанс» провів у дербі проти «Палмейраса» 24 червня 2012 року. Причому його включення в основу було обумовлено тим, що команда вела боротьбу за перемогу в Кубку Лібертадорес і на матч Серії A було вирішено виставити напіврезервний склад. Однак нападник зумів у третій своїй грі в елітному дивізіоні оформити дубль (до того він двічі виходив на заміну), і «Корінтіанс» здобув перемогу 2:1.
Через 4 дні Тіте випустив Ромаріньйо за 10 хвилин до закінчення гри в Буенос-Айресі у першому фінальному матчі Кубка Лібертадорес проти «Боки Хуніорс». Ромаріньйо першим же дотиком відправив м'яч у сітку воріт. Бразильці зрівняли рахунок у матчі (1:1) і в домашній грі здобули перемогу 2:0, вперше у своїй історії ставши переможцем головного південноамериканського клубного трофею. Ромариньо, таким чином, зігравши лише трохи більше 10 хвилин в розіграші і забивши найважливіший гол у фіналі, також став переможцем Кубка Лібертадорес. Перемога в цьому турнірі дозволила команді кваліфікуватись на Клубний чемпіонат світу 2012 року та Рекопу Південної Америки 2013 року, причому обидва цих турніри «Корінтіанс» з Ромаріньйо також виграли.
У вересні 2014 року Ромаріньо був проданий за 8 мільйонів євро в «Аль-Джаїш» з Катару, де провів наступні три роки, і з яким 2016 року виграв Кубок наслідного принца Катару та став віце-чемпіоном країни.
До складу еміратського клубу «Аль-Джазіра» приєднався влітку 2017 року. Станом на 4 грудня 2017 відіграв за команду з Абу-Дабі 10 матчів в національному чемпіонаті.

## Титули і досягнення
- Володар Кубка Лібертадорес (1):

«Корінтіанс»: 2012
- Переможець клубного чемпіонату світу (1):

«Корінтіанс»: 2013
- Переможець Рекопи Південної Америки (1):

«Корінтіанс»: 2013
- Переможець Ліги Пауліста (1):

«Корінтіанс»: 2013
- Володар Кубка наслідного принца Катару (1):

«Аль-Джаїш»: 2016
- Володар Суперкубка Саудівської Аравії (1):

«Аль-Іттіхад»: 2022
- Переможець Саудівської Прем'єр-ліги (1):

«Аль-Іттіхад»: 2022/2023

## Особисте життя
Ромаріньйо не має відношення до чемпіона світу 1994 року Ромаріо. Прізвисько «Ромаріньйо» нападник взяв завдяки об'єднанню імені свого батька, Роналдо, і діда, Маріо, плюс поширена в португальській мові зменшувальна форма імені.